# Миропіль
Миропіль — селище в Україні, у Житомирському районі Житомирської області.

## Географія
Розташоване на берегах річок Случі, Руди та Крикухи. Через селище пролягає автошлях Т 2309. На північ від селища розташований Миропільський лісовий заказник.

## Демографія
- 6 000 осіб (1984 рік)
- 5 545 осіб (перепис 2001 р.)
- 5 100 осіб (за статист. даними 2009 р.)
- 4 593 осіб (за статист. даними 2019 р.)
- 4 469 осіб (за статист. даними 2022 р.)

## Історія
Під час археологічних досліджень 1896 року в околицях Мирополя С. С. Гамченко обстежив городище й 32 кургани. Було виявлено пам'ятки V—VIII ст. н. е., які пізніше одержали назву «культури корчацького типу» або «житомирської культури», і характерні для Волинського Полісся.

### Кам'янець
У XII—XIII сторіччі на місці села Кам'янка стояло порубіжне місто Волинського князівства з Київською землею — Кам'янець.
Місто під такою назвою вперше згадано в Київському літописі під 1196 роком. Розташовувалося на лівому березі річки Случ.
Місто, вочевидь, мало укріплення. 1228 року його брали в облогу князь Володимир Київський і половецкий хан Котян. 1239 р. його приступом узяв князь Ярослав Всеволодович. 1240 року місто було спалено Батиєм і, ймовірно, відтоді не відбудовувалося та перетворилося на невелике селище.
Археологічно місто не вивчено.

### Від першої згадки (бл. 1497) до II-го поділу Польщі
Вперше в документах Миропіль згадується в недатованому записі (бл. 1497 року) Литовської метрики за 1440–1498 роки як село Сапогів:
|  | «А къ городу к Чуднову первое село Сапогов. А в том селе 25 человека подымщину дают, а три слуги на войну ходят.» |

Назва ця пов'язана з притокою Случі Сапогівкою (нині Чоботівка), на березі якої розташувалося поселення.
1585 року Миропіль вже згадується як власність князів Острозьких.
У 1609—1753 роки — у складі Острозької ординації, адміністративно належало також до складу Полонської волості Волинського воєводства. За люстрацією 1622 року мав 520 димів.
За часів Національної революції 1648—76 Миропіль став прикордонним пунктом Білоцерківського полку (переходив у підпорядкування Волинського полку в нетривалі періоди існування останнього). Після Андрусівського перемир'я (1667) де-юре повернувся під контроль Польщі. Адміністративно Миропіль належав до Житомирського повіту Київського воєводства.
У зв'язку зі «згоном» правобережного українського населення 1711—12 містечко знелюдніло. Так, 1714 року жовніри, яким він був визначений для постою, писали:
|  | «в ньому тепер нема і живої собаки» |

.
Відтак, місцина почала активно заселятися євреями. 1753 разом з деякими іншими маєтностями Острозької ординації подарований Любомирським. Згодом не раз змінював власників (Міончинські, Дзєдушицькі, Ростворовські). 1778 року:
- місцевий дідич — воєводич підляський Каєтан Мьончиньський — виправив королівський привілей місту, що означало проведення в Мирополі торгів щоп'ятниці та 12 ярмарків на рік
- граф Юзеф Мьончиньський (брат Каєтана) продав свою частку маєтків в Мирополі, Тайкурах на Волині А. С. Млодзєйовському.[4]

### Від кінця 18 ст. до 20 ст.
За 2-м поділом Польщі (1793) Миропіль перейшов під владу Російської імперії. Належав до Новоград-Волинського повіту Волинської губернії.

Центр Мирополя (1880)

У XIX — на початку XX століття зростає соціально-економічне значення Мирополя. 1820 року коштом Ростворовських зведено мурований костьол Св. Антонія Падуанського (1-ша його споруда закладена тут ще 1600 року). Крім нього, у XIX столітті в Мирополі відомі 3 православні церкви та 2 єврейські молитовних будинки.
У 1840-х роках у містечку була побудована паперова фабрика графів Гуттен-Чапських.
За нових дідичів, які володіли містечком аж до 1918 року — до першого з них графа Маріана Гуттен-Чапського, відомого вченого-аграрника, Миропіль перейшов як посаг дружини, — містечко розквітнуло як шляхетська резиденція. Зокрема, тут було збудовано палац в італійському стилі, закладено парк, взірцеву пасіку з понад 2 тисячами вуликів, а також стайні чистопородних коней-англійської, арабської та англо-арабської породи.
Під час польського повстання 1863—1864 під Мирополем відбувся бій повстанського загону Едмунта Ружицького з російськими військами. Місцевий дідич граф Маріан Гуттен-Чапський за підтримку повстанців був засланий на 3 роки до Сибіру.
1872 року повз містечко пройшла залізниця Бердичів — Шепетівка.
1897 року в містечку мешкало 4 914 жителів (з них 1912 — євреї).

### Миропіль у 20 ст. і за сучасності

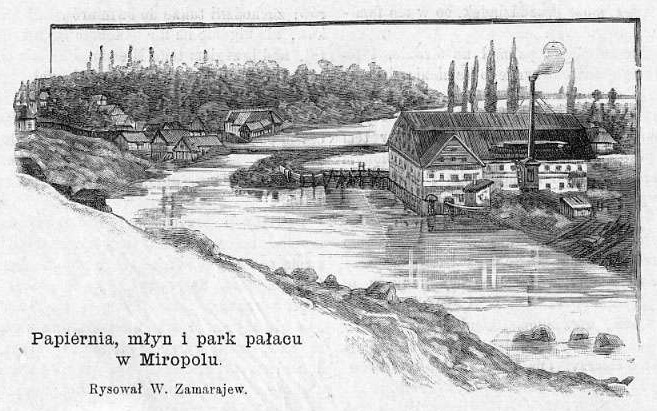
Папірня, млин і палацовий парк. Друга половина XIX ст.

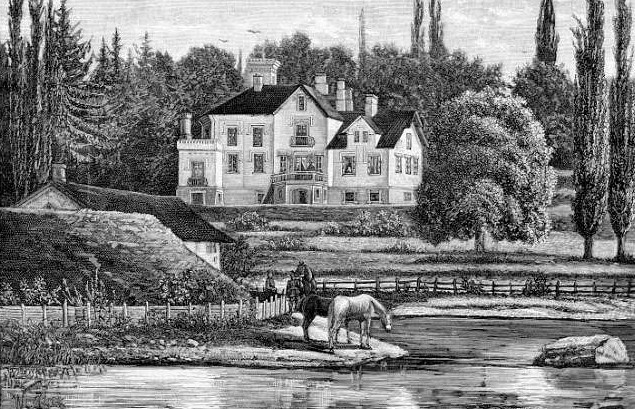
Палац Чапських

У 1910-х роках Миропіль став значним хлібним ринком Волині — тут відбувалися щомісячні ярмарки.
За часів Української революції 1917—1920 Миропіль був у складі УНР, але через численні більшовицькі інтервенції опинився у зоні селянських повстанських рухів. У 1919—20 відбувалися зіткнення українських та польських військ із більшовиками — бої переважно точилися за контроль над залізничною станцією.
У квітні 1919 року в районі Мирополя розгорнулися жорстокі бої, в яких брав участь знаменитий панцерник «Стрілець»
За часів комуністичного режиму від 1923 року — райцентр, що його 1925 року переведено у Романів (1933–2003 — Дзержинськ).
У цей час провідним промисловим підприємством залишалася паперова фабрика (1940 — 345 робітників). 1924 року розпочалася електрифікація містечка, 1932-му — радіофікація.
1931 року в Мирополі утворено машинно-тракторну станцію. Тісно інтегроване до аграрних структур містечко суттєво постраждало від Голодомору 1932—33 років в УСРР.

Відбудований дерев'яний міст після спалення під час бойових дій в 1920 році

У період Другої світової війни окупований гітлерівцями від 6 липня 1941 по 6 січня 1944 року. У цей час у Мирополі існував осередок руху Опору, в околиці діяли радянські партизанські загони. Від етнічних «чисток» загинуло чимало місцевих євреїв (загалом під час окупації загинуло понад тисячу миропільців, тобто близько чверті населення містечка).
12 квітня 1948 ліквідована Миропільська сільська рада, територія перейшла до складу Новомиропільської сільської Ради. Села Миропіль та Новий Миропіль, Дзержинського району, Житомирської області, вважаються за один населений пункт — село Новий Миропіль.
5 квітня 1957 Новий Миропіль Дзержинського району віднесено до категорії селищ міського типу.
1957 року побудовано Миропільську ГЕС на річці Случ. Також у повоєнний час працювали паперова і швейна фабрики, силікатний завод, гранітний кар'єр і хлібозавод.
21 липня 1958 село Старий Миропіль включено в смугу селища міського типу Новий Миропіль Дзержинського району, селище міського типу Новий Миропіль Дзержинського району перейменовано на селище міського типу Миропіль, а селищна рада — на Миропільську.
Від 1991 року — в незалежній Україні. Від 2016 року, що поклав початок реформі децентралізації, а також за рахунок переселенців з тимчасово окупованих Росією ОРДЛО, населення ОТГ, центром якої є селище, зросло до 7 тис. осіб[джерело?].

## Економіка

### Промисловість
- Миропільська паперова фабрика, ВАТ
- Миропільська швейна фабрика «Веснянка»
- Миропільський гранітний кар'єр, ТОВ «Граніт»
- Миропільський силікатний завод, ТОВ «Шпат»
- Миропільський хлібозавод (нині — пилорама)
- Миропільська ГЕС, ЗАТ «Облагропроменерго»

### Сфера послуг та обслуговування
- КП «Миропільське»
- ОСББ «Миропільське»
- Райффайзен банк АВАЛЬ
- АТ «Ощадбанк»
- Миропільський кооперативний ринок
- Дільниця РЕМ
- Професійна пожежна частина № 27

### Транспорт та зв'язок
- Залізнична станція «Миропіль»
- Автостанція
- Миропільске відділення зв'язку (Укртелеком та Укрпошта)
- На території селища є покриття таких операторів мобільного зв'язку: «Київстар», МТС, «Beeline», «Life», «Інтертелеком».

## Соціальна сфера

### Медицина
- Миропільська дільнична лікарня (реорганізована в 2011 р. в АЗПСМ)
- Аптека № 55
- Дільнична ветлікарня
- Аптека «Альтаір»

### Освіта
- ЗОШ І-ІІІ ст. № 1 (Миропільська гімназія з 2007 р.) [Архівовано 9 квітня 2022 у Wayback Machine.] (в якій навчається близько 360 учнів)
- ЗОШ І-ІІІ ст. № 2 (навч. 280 учнів)
- ЗОШ І-ІІ ст.  — (Старомиропільська школа, Миропільська № 3) Миропільська загальноосвітня школа І-ІІ ступенів бере свій початок від Старомиропільської церковно-приходської школи, згаданої у архівних джерелах в 1862 році. В кінці 1878 року губернатор Волинської губернії видав такий наказ: «У зв'язку з відкриттям сільського училища в Ново-Мирополі церковно-приходська школа в СтароМирополі закривається» (Фонд 707, опис 225. справа 49). Але в 1903 році в Старому Мирополі знову було відкрито однокласне училище, де працював один учитель… У 1918 році відкривається початкова школа, яка з 1934 року стала семирічною, згодом — восьмирічною. А нині — Миропільською загальноосвітньою школою І — II ступенів. Мабуть ці рядки з книги А. Д. Кухарука свідчать про давнішу історію школи: «У Старому Мирополі в кінці 18 століття, поруч з церквою, стояла хатина, крита соломою, з двома вікнами на південь і одним на схід. У хату вели збиті з двох широких дощок з дерев'яною заверткою на дерев'яних бігунках двері. Були сіни і одна кімната, на земляній долівці, змащеній рудою глиною, стояло кілька столів, біля них — ослони (лавки), а на них сиділо 18 учнів».
- Дит-садок «Казка»
- Музична школа
- Навчально-виробнича майстерня «Лілея» МНВК

## Культура
- Краєзнавчий музей[недоступне посилання з липня 2019] (Миропільська гімназія)
- Бібліотека
- Будинок культури
- Клуб паперової фабрики
- Стадіон «Кам'янка»
- ФК «Миропіль»

## Релігія
- Римо-католицький костьол св. Антонія
- Свято-Миколаївська Православна Церква
- Молитовний будинок Євангельських Християн Баптистів

## Пам'ятки історії та культури
- Костьол Св. Антонія ХІХст.
- Кам'яний хрест XIX ст.

## Відомі люди
- Атаманчук Олександр Олександрович (1990—2015) — старший солдат Збройних сил України, учасник російсько-української війни.
- Фольклорні матеріали в Мирополі збирала Леся Українка
- Бабій Віталій Володимирович (1969—2015) — старший солдат Збройних сил України, учасник російсько-української війни.
- Народився активний учасник партизанської боротьби в Україні, Герой Радянського Союзу (24 березня 1944) Василь Тимошук.
- У середині XVIII століття мешкав відомий діяч хасидизму рабин Пінхас з Корця.
- Антоній Василь Дідушицький — дідич, помер у містечку та був похований у крипті місцевого костелу[10]
- Гиндич Трохим Олександрович — Герой Соціалістичної праці, депутат Верховної Ради УРСР 6-9-го скликань.
- Бардашевський Володимир Семенович (1938—1987) — Генерал-майор, начальник Головного Оперативного Управління ЗС СРСР. Загинув під час виконання службових обов'язків.
- Камза Олег Андрійович (2000—2022) — сержант Збройних сил України, учасник російсько-української війни, що загинув у ході російського вторгнення в Україну у 2022 році.
- Руденко Сергій Миколайович (1992—2015) — лейтенант Збройних сил України, учасник російсько-української війни.
- Бернард Гантмахер, він же Берл Гантмахер, син місцевого мірошника[11], засновник легендарної американської компанії одягу GANT [Архівовано 22 серпня 2017 у Wayback Machine.]

## Галерея

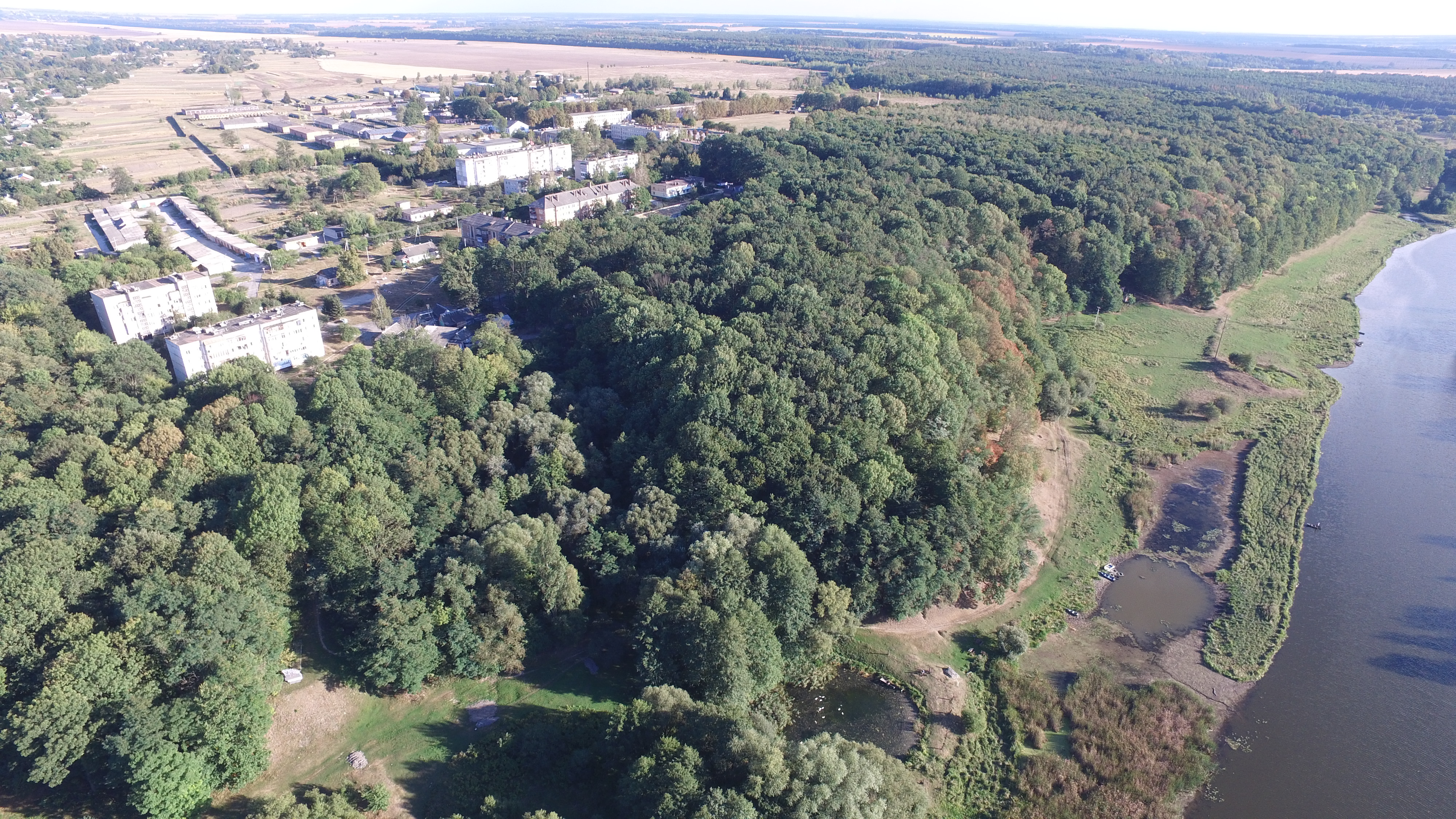
Вид на Миропіль і річку Случ
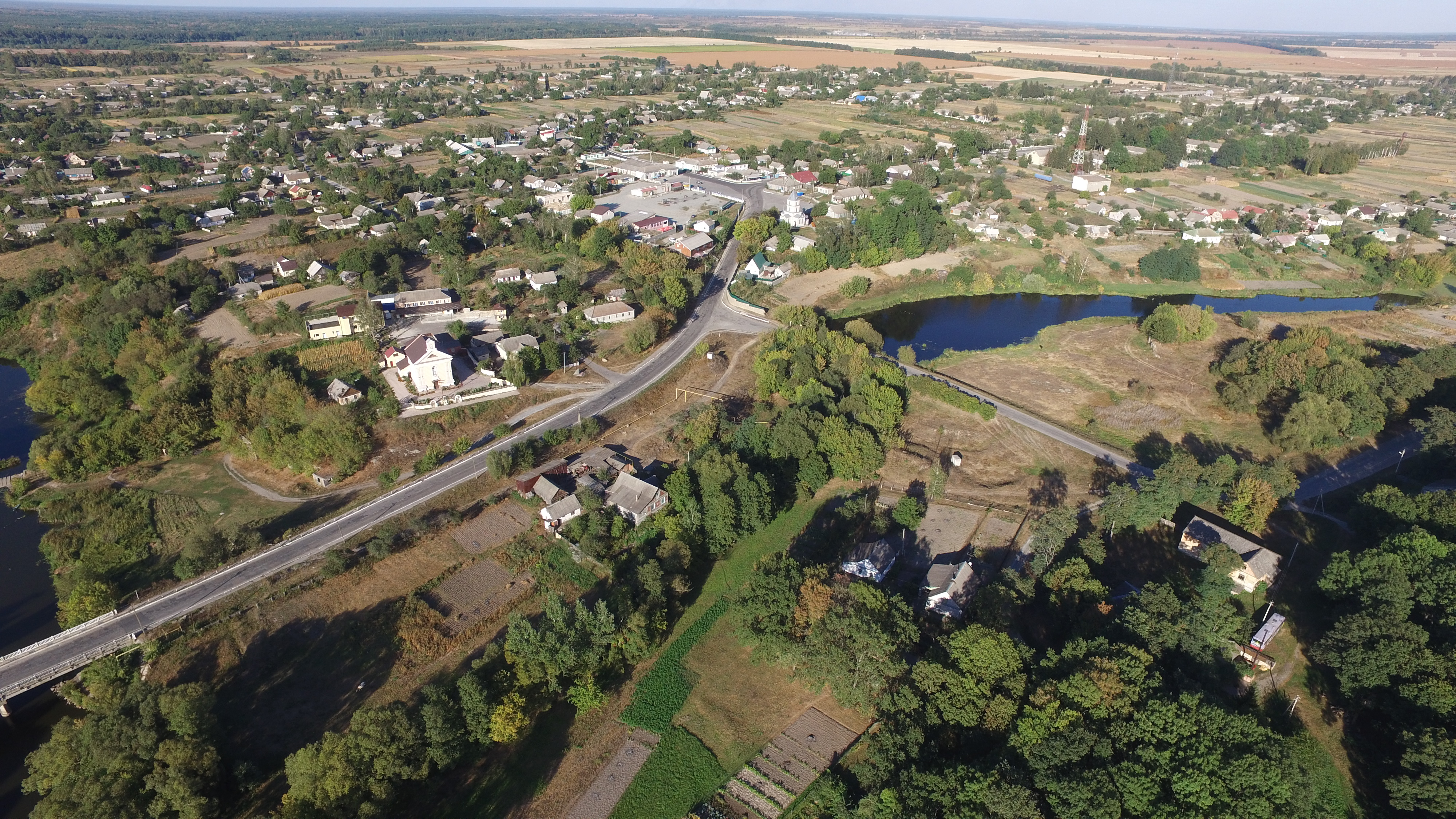
Вид на Миропіль
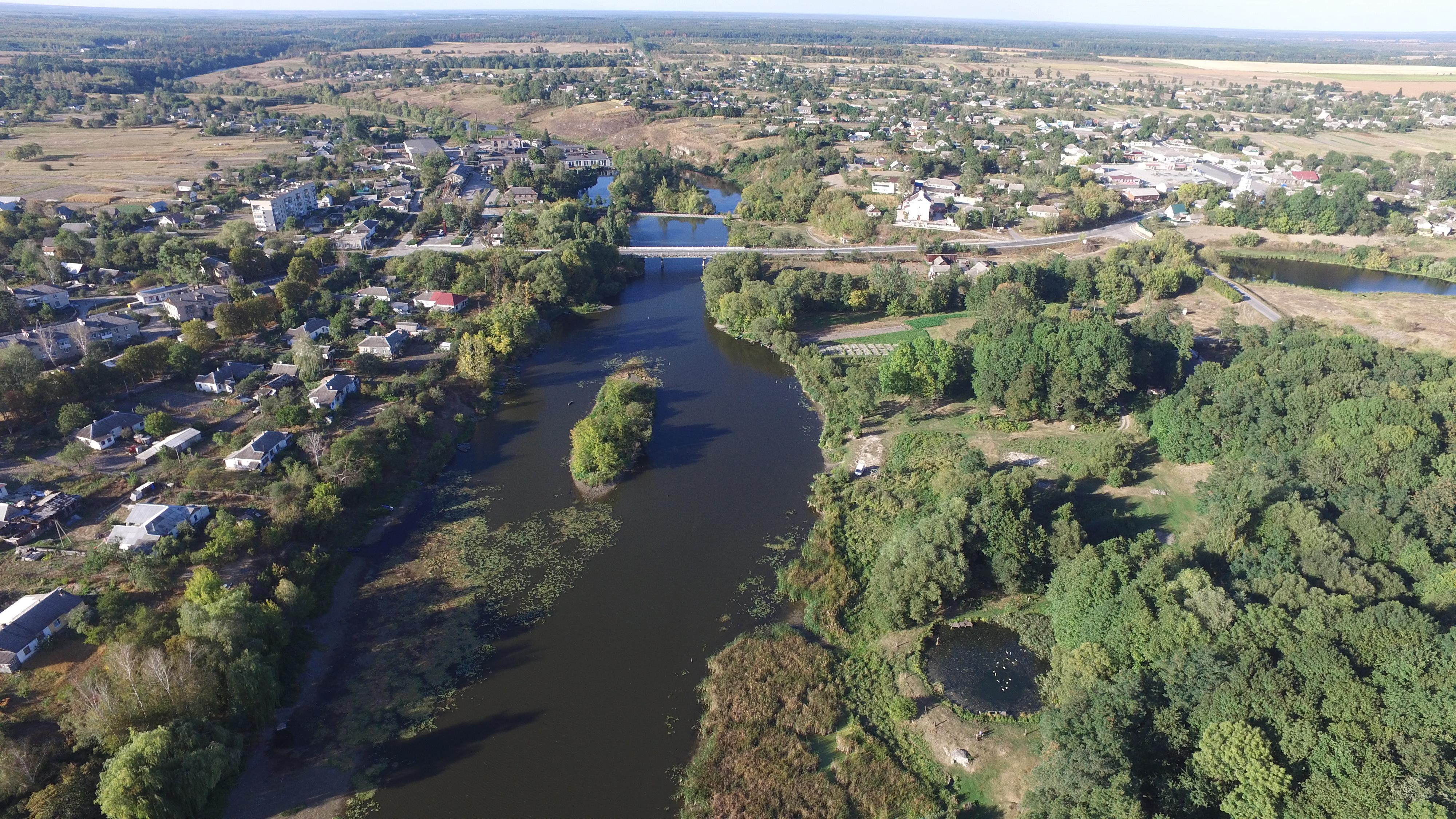
Річка Случ в районі смт Миропіль